# Casearia nigricans
Casearia nigricans Sleumer – gatunek rośliny z rodziny wierzbowatych (Salicaceae Mirb.). Występuje naturalnie w Panamie, Kolumbii, Ekwadorze oraz Peru. 

## Morfologia
PokrójZrzucające liście drzewo lub krzew dorastające do 5 m wysokości.
LiścieBlaszka liściowa ma lancetowaty kształt, jest ząbkowana na brzegu, ma stłumioną nasadę i spiczasty wierzchołek. Ogonek liściowy jest nagi i dorasta do 3–4 mm długości.
KwiatySą zebrane po 10–12 w pęczki, rozwijają się w kątach pędów. Mają 5 działek kielicha o podługowato-owalnym kształcie i dorastających do 4 mm długości. Kwiaty mają 10 pręcików.